# Charles Kupec
Charles Jerome Kupec  (Oak Lawn, Illinois, 16 de enero de 1953) es un exjugador de baloncesto estadounidense. Con 2.03 de estatura, su puesto natural en la cancha era el de pívot.

## Trayectoria
- Community Oak Lawn
- Universidad de Míchigan (1971-1975)
- Los Angeles Lakers (1975-1977)
- Houston Rockets (1977-1978)
- Olimpia Milano (1978-1980)
- Pallacanestro Cantú (1981-1982)
- Alpe Bergamo (1982-1983)
- Viola Reggio Calabria (1983-1985)
- Mens Sana Siena (1985-1986)
- Corona Cremona (1986-1988)

## Palmarés
- Copa Intercontinental: 1

Pallacanestro Cantú: 1981-82.
- Euroliga: 1

Pallacanestro Cantú: 1982.